# Thetris
Thetris est un bâtiment de Milan en Italie.

## Histoire
Conçu par le cabinet d'architecture Be.st de Stefano Belingardi, le gratte-ciel remplace le projet développé par le cabinet PRP Architettura, connu sous le nom de « Skydrop », dont les travaux ont été arrêtés en 2022 après le début du chantier en 2021.

## Description
La tour atteint une hauteur de 100 mètres pour 20 à 25 étages. La façade du nouveau bâtiment est composée de trois sections de 8, 6 et 4 étages.